# Bốn đám cưới và một đám ma
Bốn đám cưới và một đám ma (tên gốc: Four Weddings and a Funeral) là một bộ phim hài lãng mạn Anh Quốc năm 1994 của đạo diễn Mike Newell. Đây là một trong số những bộ phim do biên kịch Richard Curtis hợp tác cùng Hugh Grant. Phim thực hiện trong 6 tuần với chi phí dưới 3 triệu bảng Anh, đạt thành công ngoài dự kiến và trở thành phim Anh Quốc thành công nhất lịch sử chiếu bóng lúc bấy giờ, với doanh thu 245,7 triệu đô-la Mỹ và nhận một đề cử giải Oscar cho "Phim hay nhất".

## Diễn viên
- Hugh Grant vai Charles
- Andie MacDowell vai Carrie
- James Fleet vai Tom
- Simon Callow vai Gareth
- John Hannah vai Matthew
- Kristin Scott Thomas vai Fiona
- David Bower vai David
- Charlotte Coleman vai Scarlett
- Timothy Walker vai Angus
- Sara Crowe vai Laura
- Rowan Atkinson vai Father Gerald
- David Haig vai Bernard
- Sophie Thompson vai Lydia
- Corin Redgrave vai Sir Hamish Banks
- Anna Chancellor vai Henrietta ("Duckface")
- Duncan Kenworthy vai bạn trai mới của Matthew (không ghi nhận)

## Sản xuất
Phim quay chủ yếu ở Luân Đôn và Home Counties, bao gồm Hampstead, Islington nơi những cảnh quay cuối diễn ra ở Highbury Terrace, Bệnh viện Greenwich, Betchworth ở Surrey, Amersham ở Buckinghamshire, St Bartholomew-the-Great và West Thurrock ở Essex.